# Сеткасы
Сёткасы (офиц. Сеткасы, чув. Çуткасси) — деревня в Ядринском районе Чувашской Республики, входит в состав Кукшумского сельского поселения.

## География
Расстояние до столицы республики, города Чебоксары, составляет 78 км, до районного центра, города Ядрин, — 19 км, до железнодорожной станции — 58 км. Деревня расположена на левом берегу реки Мочкаушка. 
Часовой пояс
Деревня Сеткасы, как и вся Чувашская Республика, находится в часовой зоне МСК (московское время). Смещение применяемого времени относительно UTC составляет +3:00.
Административно-территориальная принадлежность
В составе: Ядринской, Балдаевской волостей Ядринского уезда (до 1 октября 1927 года), Ядринского района:219.

Сельские советы: Яровойкасинский (с 1 октября 1927 года), Ойкасинский (с 1 октября 1928 года), Шемердянский (с 14 июня 1954 года), Сеткасинский (с 11 июня 1955 года), Кукшумский (с 28 марта 1960 года):231.

## История
Деревня появилась в XVIII веке как выселок деревни Большая Четаева (ныне не существует). Жители — до 1866 года государственные крестьяне; занимались земледелием, животноводством. В начале XX века функционировала мельница. В 1920-е годы имелись кузнечное, кирпичное, столярно-токарное, портняжное производства, лаптеплетение. В 1931 году образован колхоз «Красный пахарь». 

По состоянию на 1 мая 1981 года деревня Сеткасы Кукшумского сельского совета входила в состав колхоза «Заветы Ильича»:109.
Религия
В конце XIX — начале XX века жители деревни были прихожанами церкви села Шемердяново (Троицкое) (Построена в 1797 году на средства прихожан взамен ветхой деревянной; каменная, главный престол — во имя Святой Троицы, придел во имя Святого Николая Чудотворца. Закрыта в 1932 году, приход восстановлен в 1994 году.).

## Название
Название произошло от чув. ҫута «светлый» + касси «улица, околоток».— Географические названия Чувашской Республики
Историческое и прежнее название
Историческое название: Саткас, прежнее: Сет-касы (1904)

## Население
| 2010 | 2012 |
| ---- | ---- |
| 111  | ↗120 |

По данным Всероссийской переписи населения 2002 года в деревне проживал 131 человек, преобладающая национальность — чуваши (98%).

## Инфраструктура
Функционирует СХПК «Заветы Ильича» (по состоянию на 2010 год). Имеется спортплощадка.
Памятники и памятные места
Обелиск в честь воинов, погибших в Великой Отечественной войне (Сёткасы, ул. Центральная).

## Уроженцы
- Агаков, Всеволод Георгиевич (р. 1949, Сеткасы, Ядринский район) — физик, ректор Чувашского государственного университета им. И. Н. Ульянова (2010—2013). Заслуженный работник образования Чувашской Республики (1998), заслуженный работник высшей школы Российской Федерации (2011). Почётный гражданин Ядринского района (2008).
- Агаков, Леонид Яковлевич (1910, Сеткасы, Ядринский уезд — 1977, Чебоксары) — чувашский писатель, прозаик, драматург, очеркист, сатирик. Член Союза писателей СССР (1939), участник Великой Отечественной войны (1941—1944). Народный писатель Чувашской АССР (1974), лауреат премии Комсомола Чувашии имени Михаила Сеспеля (1967). Награждён орденами Трудового Красного Знамени, Красной Звезды, медалями.
- Агакова, Олимпиада Яковлевна (1918, Сеткасы, Ядринский уезд — 1999, Цивильск) — певица (лирическое сопрано), педагог, член Ассоциации композиторов Чувашской Республики, участник Великой Отечественной войны (1941—1945); была первой чувашской женщиной, ставшей известным композитором. Её песни, преимущественно лирического жанра, выпущены в четырёх авторских сборниках. Заслуженная артистка Чувашской АССР (1950). Награждена орденом Отечественной войны 2-й степени, медалями[12].
- Разумов Алексей Петрович (в монашестве Антоний) (1862, Сёткасы, Ядринский уезд — 1928, Канаш, Ядринский район; перезахоронен в 2004 году на территории Александро-Невского чувашского мужского монастыря) — религиозный деятель, архимандрит (1922). С основания в 1903 году Александро-Невского мужского монастыря его настоятель, оставался в этой должности до закрытия обители в 1926 году)[13].
- Разумов Виктор Семёнович (1894, Сёткасы, Ядринский уезд — 1965, Сёткасы, Ядринский район) — преподаватель, фольклорист. В 1909—1965 годах занимался сбором фольклорного материала, который составил 85 томов, хранящихся в научном архиве ЧГИГН. В них представлены календарно-обрядовая поэзия, сказки, малые жанры и др. Особый интерес представляют его рукописные сборники песен «Самана» (сохранилось 10 томов из 12)[14].